# Andreas Aidel Brixen
Andreas Aidel Brixen (født Brandt Aidel 8. april 1996 i Thorsø) er en cykelrytter fra Danmark, der er på kontrakt hos BHS-PL Beton Bornholm.